# Антрим (плато)
Вижте пояснителната страница за други значения на Антрим.
Антрим (на английски: Antrim Plateau) е плато в в североизточната част на остров Ирландия, на територията на Северна Ирландия. Максимална височина връх Тростан 554 m, издигащ се в североизточната му част. Изградено е от мезозойски варовици и креди, препокрити с неогенов базалтов пласт. Дълбоко разчленено от тектонски долини. В централната му понижена част е разположено езерото Лох Ней, най-голямото на Британските острови. В северния край на платото се извисяват естествени шестостенни базалтови колони с диаметър до 0,5 m и височина до 6 m, наречени „Пътят на гигантите“. Заето е от торфища и мочурища. Много популярна туристическа дестинация.